# Член на Британското кралско научно дружество
Член на Британското кралско научно дружество (на английски: Fellowship of the Royal Society (FRS, ForMemRS and HonFRS) е звание, присъждано от експертите на Британското кралско научно дружество на лица, имащи „съществен принос към увеличаване на знанията в областите естествени науки, включително математика, инженерни науки и медицина“.
Членство в това общество, което е най-старата известна постоянно съществувала научна академия, е голяма почест. През цялата история на Кралското дружество членство е присъждано на много видни учени, в т.ч. на Исак Нютон (1672), Чарлз Дарвин (1839), Майкъл Фарадей (1824), Ърнест Ръдърфорд (1903), Сриниваса Рамануджан (1918), Албърт Айнщайн (1921), Уинстън Чърчил (1941), Субраманиан Чандрасекар (1944), Дороти Ходжкин (1947), Алън Тюринг (1951), Лиза Майтнер (1955) и Франсис Крик (1959). По-късно членове на обществото стават също Стивън Хокинг (1974), Тимоти Хънт (1991), Елизабет Блекбърн (1992), Тим Бърнърс-Лий (2001), Венкатраман Рамакришнан (2003), Атта-ур-Рахман (2006), Андрей Гейм (2007), Джеймс Дайсън (2015), Аджай Кумар Суд (2015), Субхаш Хот (2017), Илон Мъск (2018) и около 8000 други, в това число над 280 Нобелови лауреата, като се започне от 1900 г. Към октомври 2018 г. се наброяват около 1689 живи днес действителни, чуждестранни и почетни члена, от които над 60 са лауреати на Нобелова награда.
Членството в Кралското общество е описано от The Guardian като „еквивалент на почетен Оскар за изключителен принос“ към науката. Много източници ежегодно отразяват избора на нови членове.